# يوب دن إل
یوب دن إل (بالهولندية: Joop den Uyl) (و. 1919 – 1987 م) هو صحفي، واقتصادي، وسياسي، وكاتب، ومقاوم عسكري هولندي، ولد في هيلفرسوم، كان عضوًا في حزب العمل الهولندي، توفي في أمستردام، عن عمر يناهز 68 عاماً، بسبب سرطان الدماغ.

## مناصب
تولى منصب عضو مجلس نواب هولندا ‏ (16 سبتمبر 1982–24 ديسمبر 1987)
- نائب رئيس وزراء هولندا (11 سبتمبر 1981–29 مايو 1982)
- رئيس وزراء هولندا (11 مايو 1973–19 ديسمبر 1977)
- زعيم حزب العمال  [لغات أخرى]‏ (13 سبتمبر 1966–21 يوليو 1986)
- وزير الشؤون الاقتصادية.

## التعليم
تعلم في جامعة أمستردام.

## جوائز
حصل على جوائز منها:
- وسام أسد هولندا من رتبة فارس
- نيشان أوراني - ناساو من رتبة ضابط أكبر  [لغات أخرى]‏
- وسام عائلة أوراني - ناساو من رتبة قائد  [لغات أخرى]‏.

## روابط خارجية
- يوب دن إل على موقع مونزينجر (الألمانية)
- يوب دن إل على موقع إن إن دي بي (الإنجليزية)
- يوب دن إل على موقع ديسكوغز (الإنجليزية)